# Ayuntamiento de Oporto

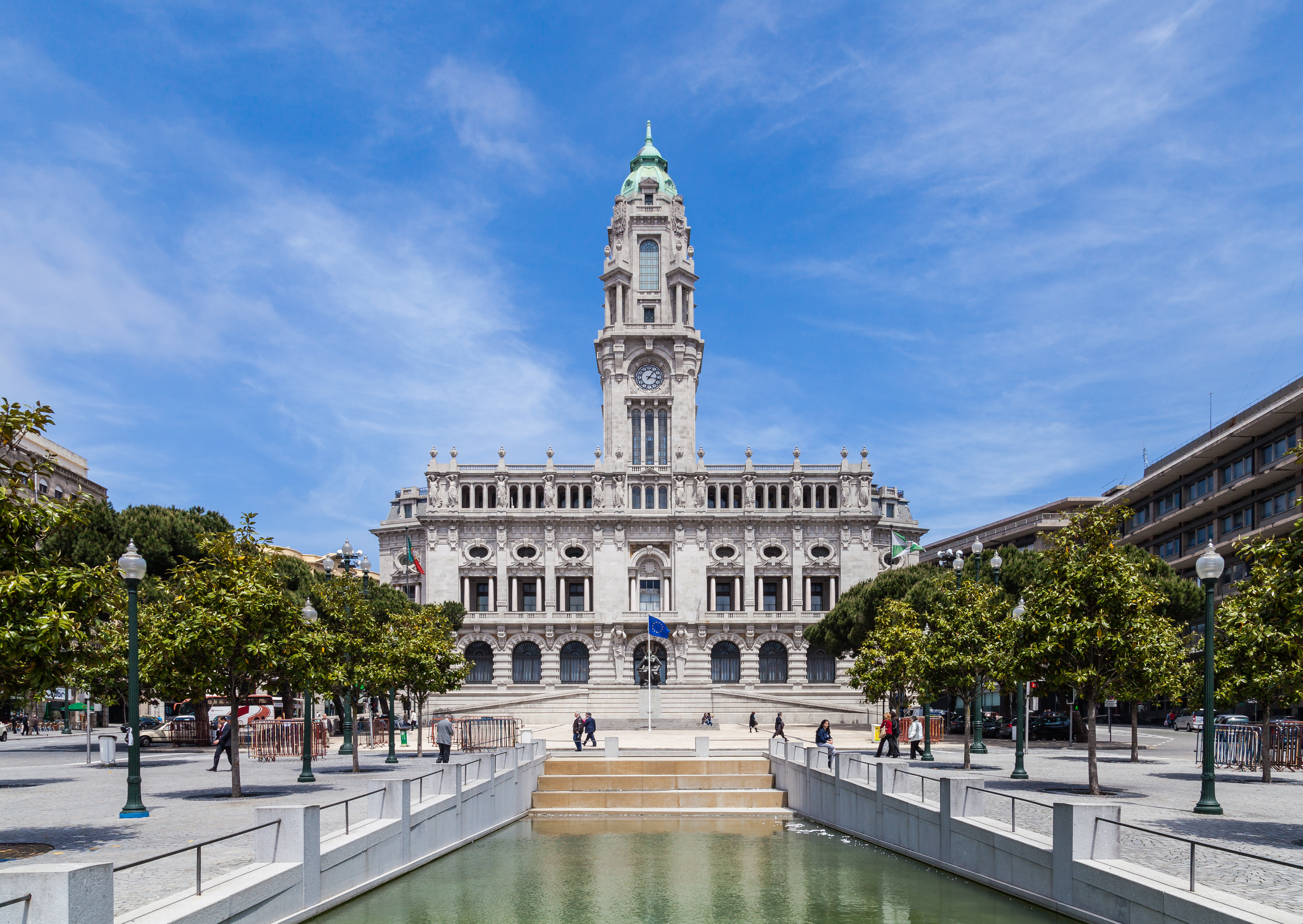
Vista general.

El Ayuntamiento de Oporto (en portugués Câmara Municipal do Porto) se encuentra al final de la Avenida dos Aliados.
Los trabajos de construcción comenzaron en 1920 según planos del arquitecto Antonio Correia da Silva. Después de algunas interrupciones, el edificio se terminó definitivamante en 1955. El inmueble consta de seis plantas, un sótano y dos patios interiores. Exactamente en el centro del ayuntamiento, se eleva una torre de 70 m de altura. En su interior se encuentra un carillón, a la que se puede acceder por una escalera de 180 peldaños.
La Fachada es de piedra de granito de las canteras de São Gens y de Fafe y está adornada con una docena de esculturas de José Sousa, Caldas y Henrique Moreira que muestran actividades típicas de Oporto como el cultivo de la vid, la Industria y la navegación. Delante del edificio hay una estatua del poeta, Almeida Garrett (1799-1854) obra de 1954 del escultor Barata Feio.

## Galería de imágenes

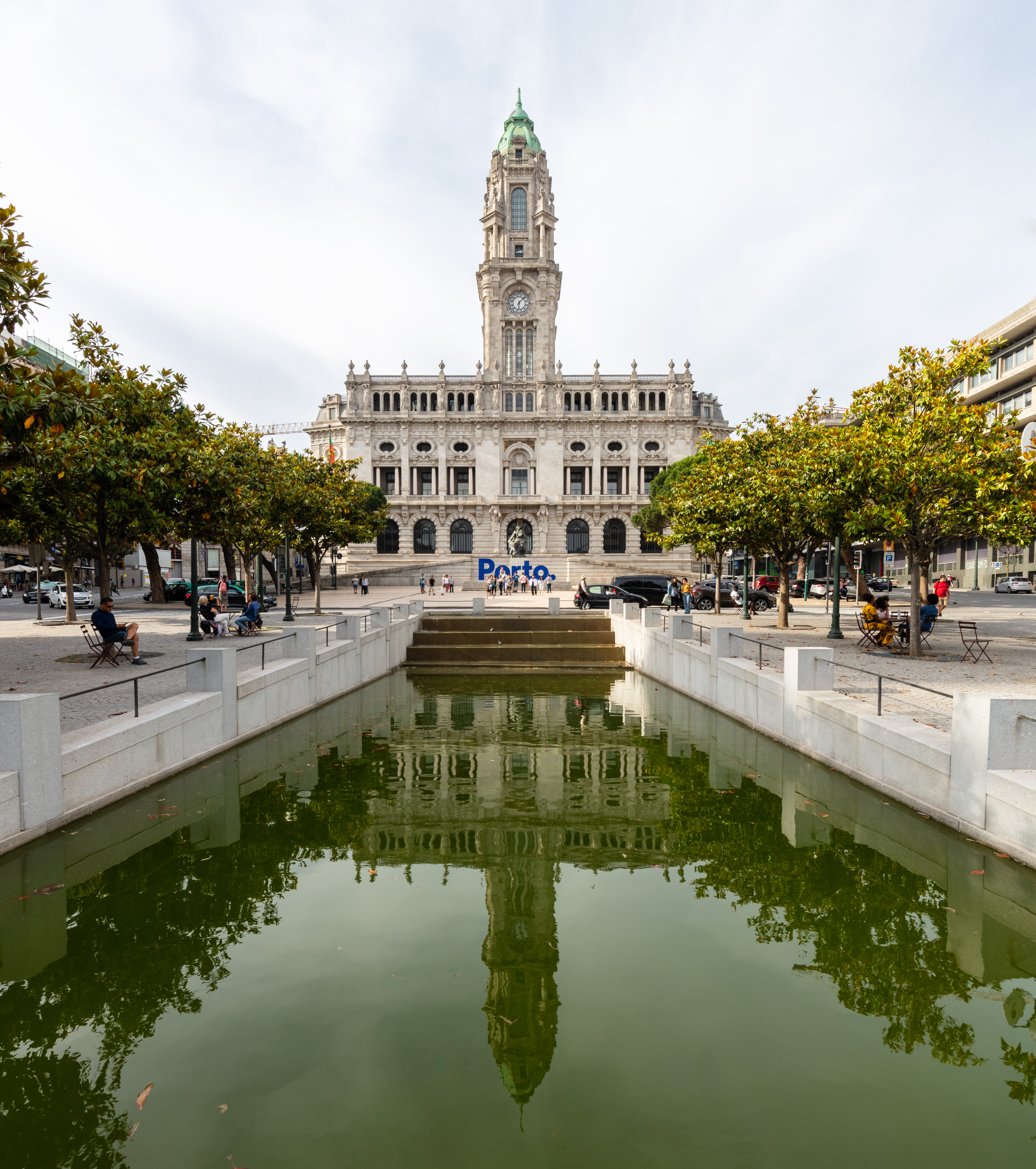
Vista general.
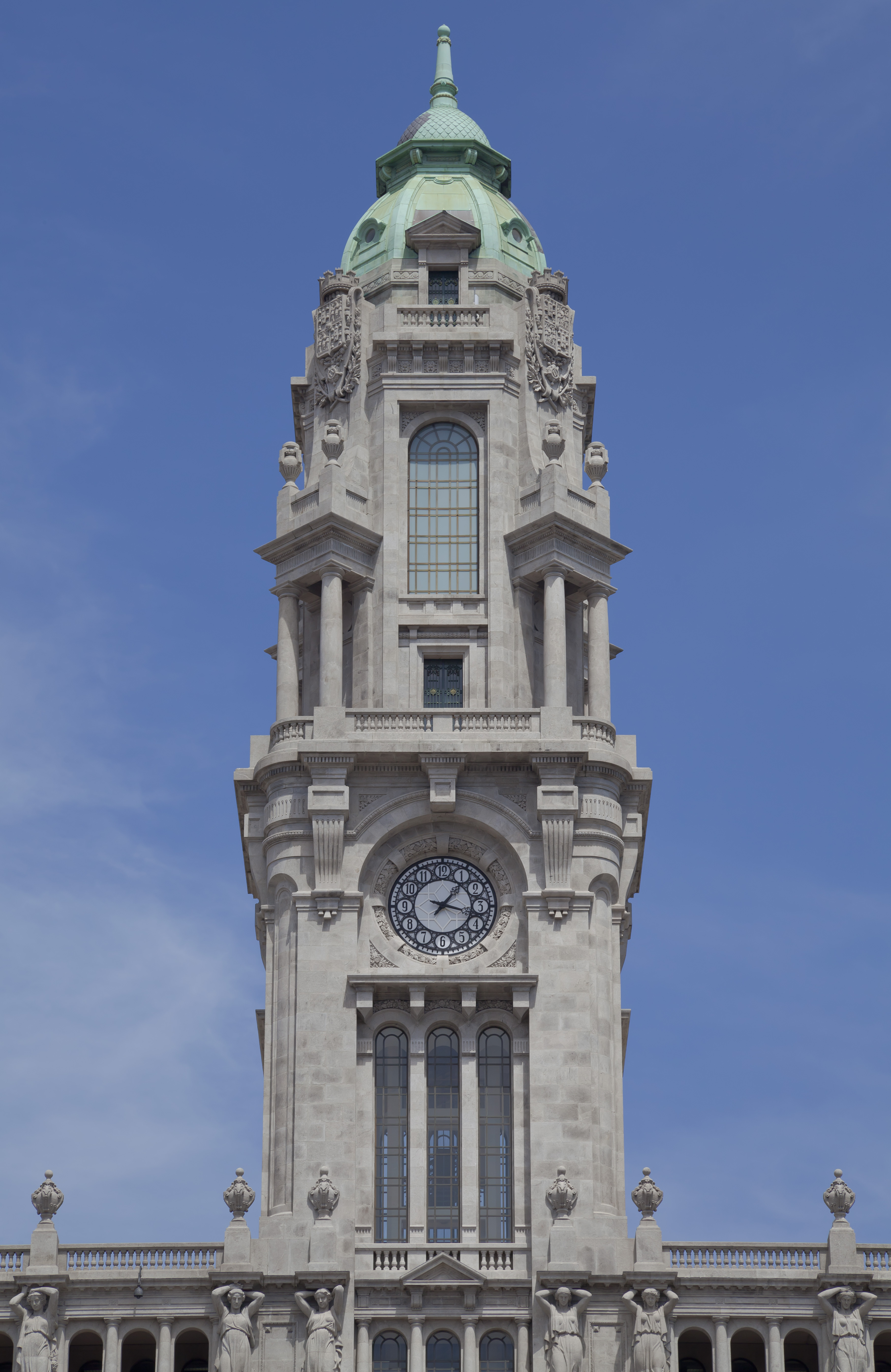
Detalle de la torre.
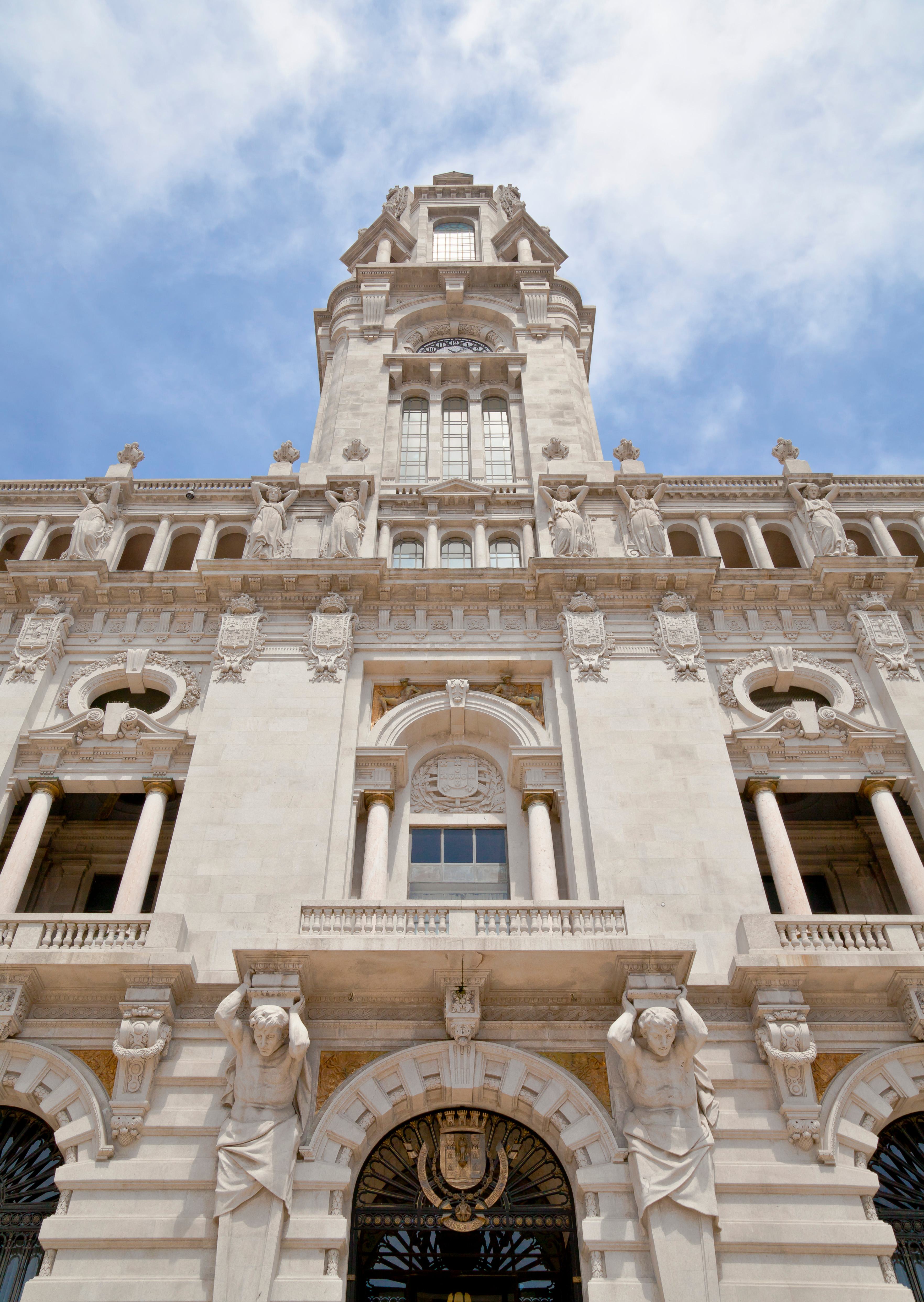
Vista de la torre desde la base.
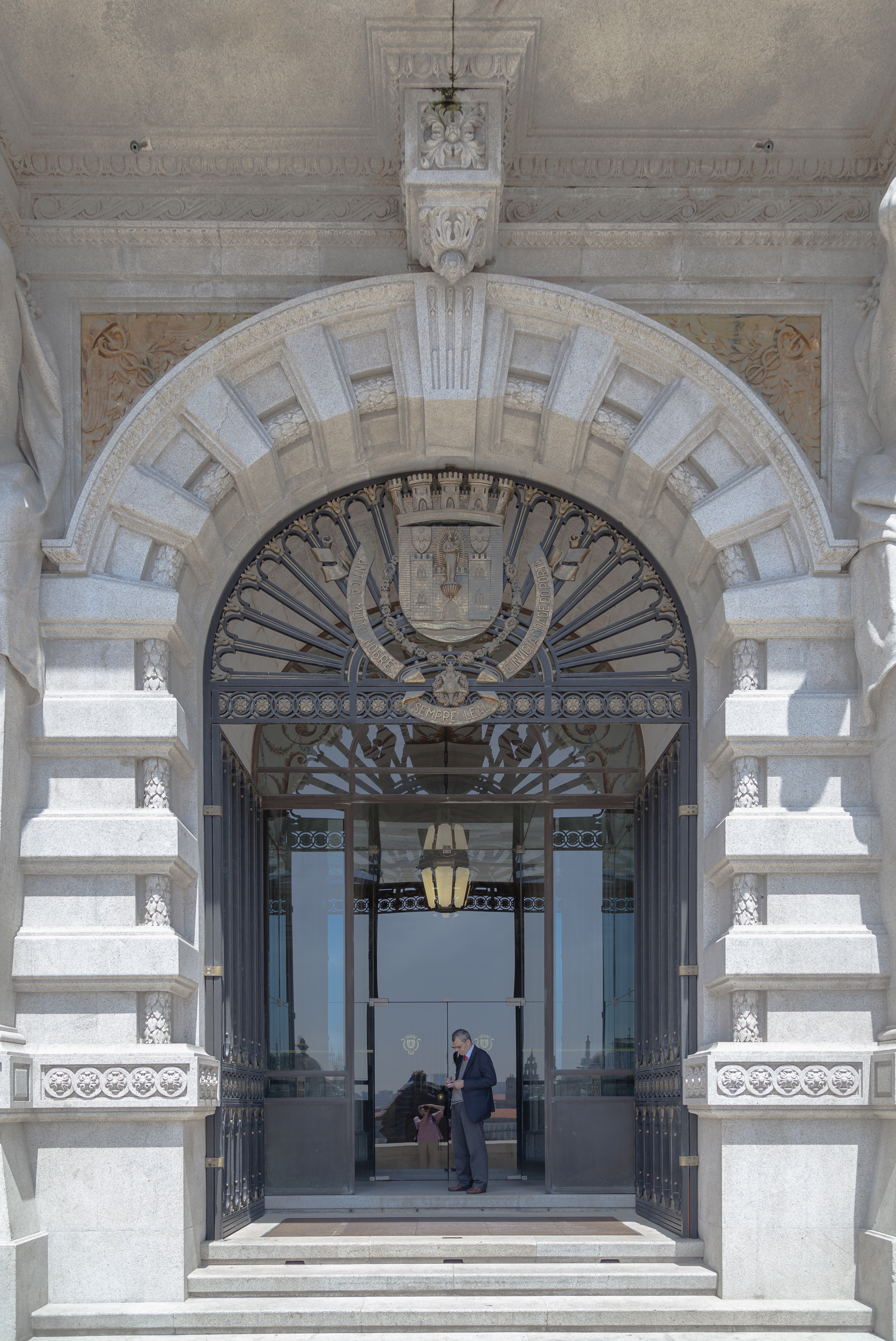
Entrada principal.
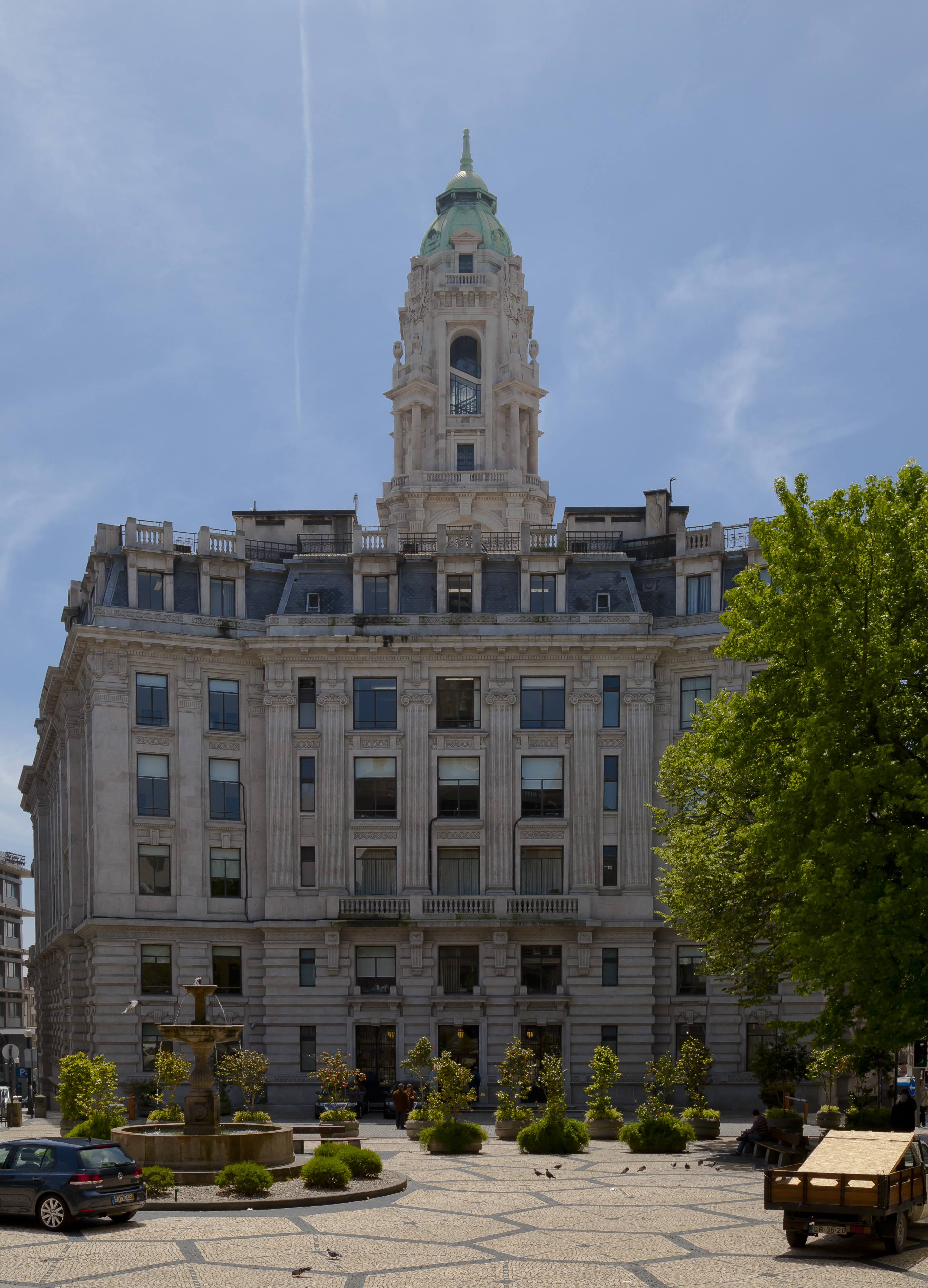
Vista posterior.